# Jingzhu
Jingzhu (kinesiska: 荆竹) är en sockenhuvudort i Kina. Den ligger i provinsen Hunan, i den södra delen av landet, omkring 360 kilometer söder om provinshuvudstaden Changsha. Antalet invånare är 3 293. Befolkningen består av 1 630 kvinnor och 1 663 män. Barn under 15 år utgör 18,0 %, vuxna 15-64 år 71 %, och äldre över 65 år 10,0 %.
Runt Jingzhu är det ganska tätbefolkat, med 144 invånare per kvadratkilometer. Närmaste större samhälle är Daqiao, 12,8 km öster om Jingzhu. I omgivningarna runt Jingzhu växer i huvudsak blandskog.
Genomsnittlig årsnederbörd är 2 083 millimeter. Den regnigaste månaden är maj, med i genomsnitt 335 mm nederbörd, och den torraste är oktober, med 43 mm nederbörd.